# Lispe canadensis
Lispe canadensis är en tvåvingeart som beskrevs av John Otterbein Snyder 1954. Lispe canadensis ingår i släktet Lispe och familjen husflugor. Inga underarter finns listade i Catalogue of Life.